# Josef Prokop (poslanec Říšské rady)
Josef Prokop (20. dubna 1869 České Meziříčí – 11. června 1941 Jasenná) byl rakouský politik české národnosti z Čech, na počátku 20. století poslanec Říšské rady.

## Biografie
Byl zemědělcem v Jasenné. Zastával funkci starosty Jasenné.
Působil i jako poslanec Říšské rady (celostátního parlamentu Předlitavska), kam usedl ve volbách roku 1907, konaných poprvé podle všeobecného a rovného volebního práva. Byl zvolen za obvod Čechy 063. Po volbách roku 1907 usedl do poslaneckého Českého katolicko-národního klubu. Byl kandidátem Strany katolického lidu.